# Síndrome de Wellens
El síndrome de Wellens es una manifestación electrocardiográfica de la estenosis arterial coronaria descendente anterior proximal izquierda (LAD) en pacientes con angina de pecho inestable. Originalmente pensado como dos presentaciones separadas, A y B, que ahora se considera una forma de onda en evolución, inicialmente de inversiones de la onda T bifásica y más tarde convertida en simétrica, a menudo profunda (> 2 mm), la onda T inversiones en las derivaciones precordiales anteriores. Descrito por Hein JJ Wellens y sus colegas en 1982 en un subgrupo de pacientes con angina inestable, no parece ser rara, apareciendo en el 18% de los pacientes en su estudio original. Un estudio prospectivo posterior identificó este síndrome en el 14% de los pacientes en presentación y el 60% de los pacientes en las primeras 24 horas.
La presencia del síndrome de Wellens tiene un valor diagnóstico y pronóstico significativo. Todos los pacientes del estudio de De Zwann con resultados característicos tenían más de un 50% de estenosis de la arteria descendente anterior izquierda (promedio = 85% estenosis) con oclusión completa o casi completa en un 59%. En el grupo de estudio original de Wellens, el 75% de las personas con manifestaciones típicas de síndrome tenían un infarto de miocardio anterior. Se encontró que la sensibilidad y especificidad para una estenosis significativa (mayor o igual al 70%) de la arteria LAD eran del 69% y del 89%, respectivamente, con un valor predictivo positivo del 86%.
El síndrome de Wellens también se ha visto como una rara presentación de la cardiomiopatía de estrés

## Diagnóstico
- Inversión progresiva de la onda T profunda simétrica en los cables V2 y V3
- Pendiente de las ondas T invertidas generalmente a 60°-90°
- Poca o sin elevación de marcadores cardíacos
- Elevación discreta o sin segmento ST
- Sin pérdida de ondas R precordiales.

- Inversió progressiva de l'ona T profunda simètrica en els cables V2 i V3
- Pendent de les ones T invertides generalment a 60 ° -90 °

Angiograma coronario, con un vídeo a la izquierda que muestra una estenosis crítica (95%) de la LAD proximal en un paciente con síndrome de Wellens; El vídeo de la derecha muestra al mismo paciente después de la reperfusión .
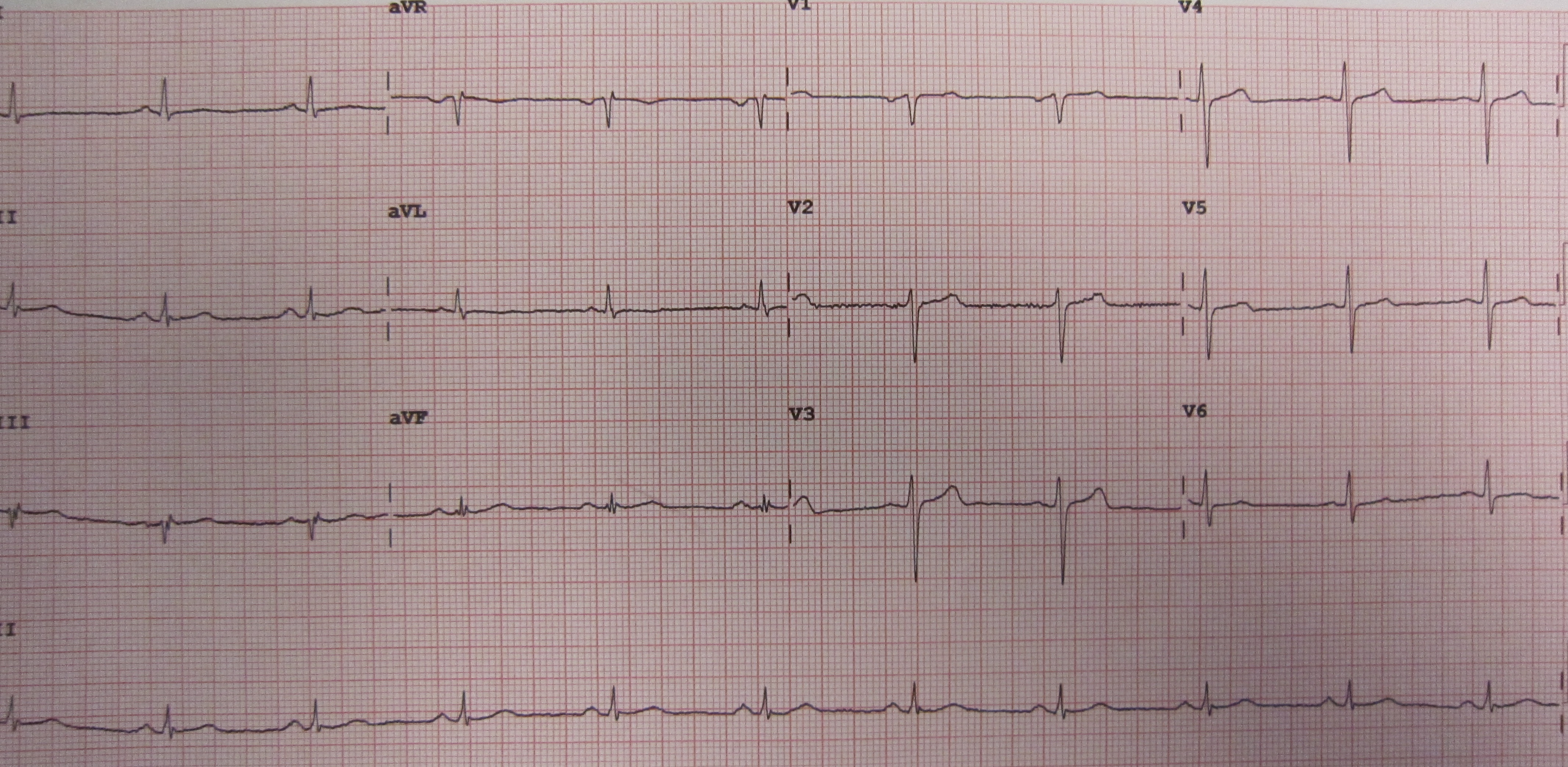
EKG en un paciente con síndrome de Wellens cuando tiene dolor en el pecho
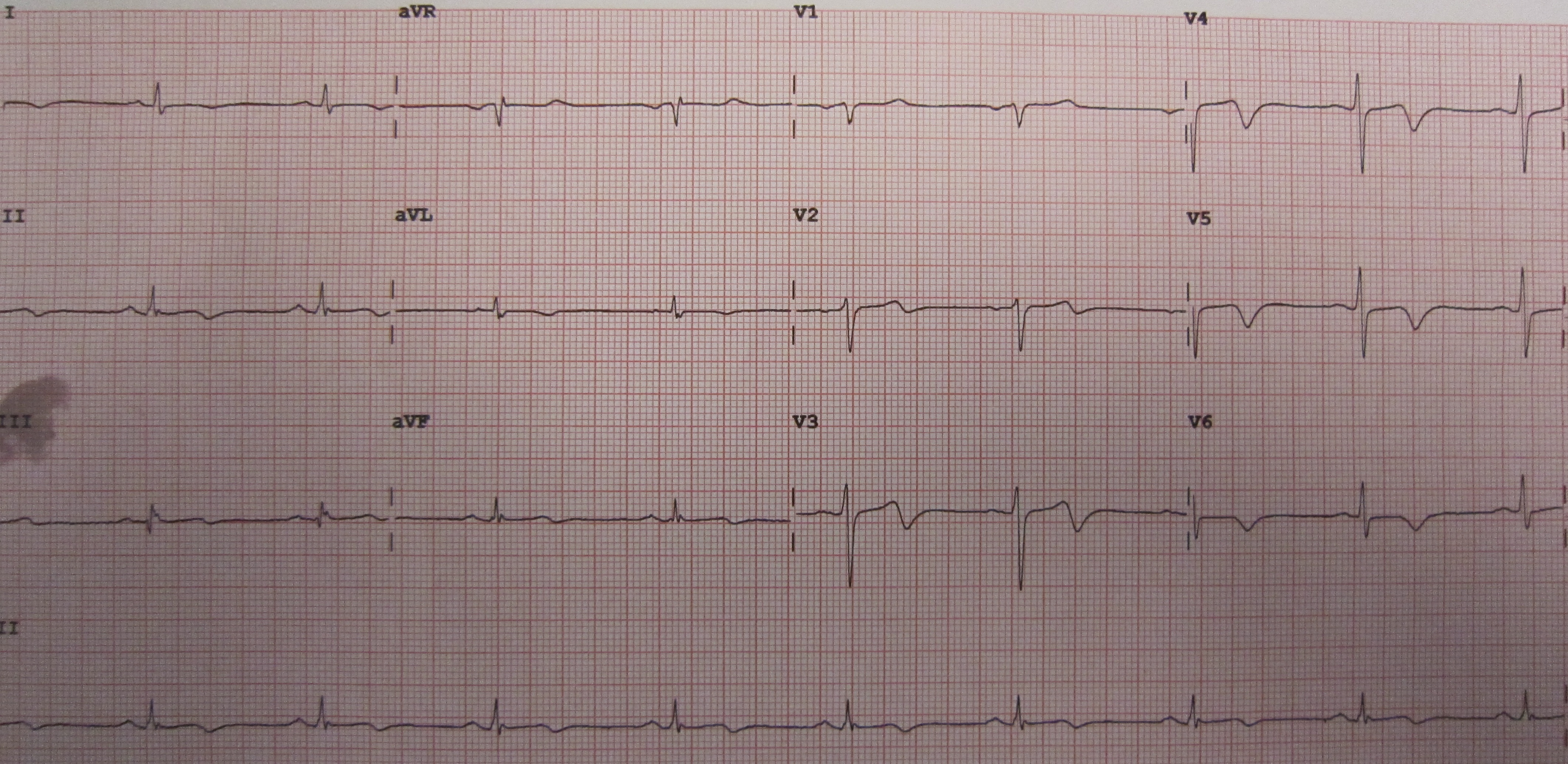
EKG de la misma persona cuando no tiene dolor, es necesario tener en cuenta las ondas T bifásicas en los cables V2 y V3